# Georgios Papandreou
|  | Denne artikel omhandler den ældre Georg Papandreou. For den yngre, se Georgios Andrea Papandreou. |
Georgios Papandreou (født 13. februar 1888, død 1. november 1968), kendt som Georg Papandreou, var en græsk politiker. 
Under 2. verdenskrig var Papandreou i den græske eksilregering, og i 1944-45 var han premierminister. Han var premierminister igen i perioden 1963-65, indtil Kong Konstantin afsatte ham. 
Militærjuntaen satte Papandreou i husarrest, hvor han sad til sin død i 1968. 
Hans søn, Andreas Papandreou, og hans sønnesøn, Georgios Andrea Papandreou, har begge været regeringsledere i Grækenland.